# Ampulă

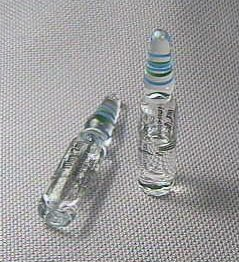
Ampule ce conțin substanță activă farmaceutic

O ampulă este un tub de dimensiuni mici, fabricat din sticlă, care este închis la capete și conține în interior o substanță sau un amestec lichid (mai rar solid). Câteodată pot fi întâlnite și ampule din plastic. În prezent, ampulele sunt folosite în domeniul farmaceutic și medical și pot conține diferite substanțe active sau compuși. Sunt închise ermetic prin topirea vârfului subțire și se deschid de obicei prin ruperea acestuia.